# كأس أمم أوقيانوسيا تحت 17 سنة
كأس أوقيانوسيا للأمم تحت 17 سنة هي مسابقة كرة قدم ينظمها اتحاد أوقيانوسيا لكرة القدم للمنتخبات تحت 17 سنة